# Toplica
Toplica (serb. Топлица) – rzeka w Serbii, o długości 136 km i powierzchni dorzecza 10,280 km², a jej średni przepływ wynosi 110 m³/s.
Swój początek bierze u podnóża masywu górskiego Kopaonik, na południu od najwyższego jej szczytu tj. Pančićev vrh (2017 m n.p.m.). W pobliżu ujścia znajduje się miasto Kuršumlija i średniowieczne ruiny „Marina kula”. W pobliżu Prokuplje przepływa przez krótkie zwężenie, następnie wpływa na równinę Dobricz i przy ujściu ma wygląd zwykłej rzeki o wyraźnie krętym biegu, gdzie jest nieco głębsza, a szerokość koryta wzrasta do 25-35 metrów. Rzeka uchodzi do Morawy  Południowej.